# Carlos de Candamo
Pour les articles homonymes, voir Candamo (homonymie).
Carlos González de Candamo y Rivero, né le 15 février 1871 à Londres et mort le 16 février 1946, est un sportif et diplomate péruvien pratiquant le rugby à XV, l'escrime et le tennis. Ayant disputé les Jeux olympiques de Paris en 1900, il est par la suite devenu membre du Comité international olympique.

## Biographie
Fils d'un diplomate péruvien, Carlos de Candamo naît à Londres puis grandit à Paris, où son père est ambassadeur péruvien en France. Son oncle Manuel Candamo est président du Pérou en 1895, et entre 1903 et 1904.
Issu d'une famille sportive, il pratique de nombreux sports. Il dispute avec quatre autres joueurs la première édition du Championnat de France de tennis en 1891 et finit finaliste du double messieurs lors de la deuxième édition en 1892 avec Cucheval-Clarigny. Alors qu'il est encore étudiant, il accomplit sa carrière en France, au poste de trois-quarts centre dans l'équipe parisienne du Racing club de France. Il est le capitaine de la première équipe de rugby à XV championne de France en 1892, également vice-championne en 1893. Ses deux frères sont également de l'aventure rugbystique, Gaspar comme trois-quarts centre aux côtés de Carlos en 1892 assumant avec succès le premier coup de pied de transformation en finale de championnat et donnant ainsi la victoire à son équipe, et Gonzalo jouant quant à lui comme demi d'ouverture — toujours aux côtés de Carlos — en 1893. Sept ans plus tard, il est l'un des membres de l'équipe olympique d'escrime du Pérou aux Jeux olympiques de 1900 à Paris, disputant à la fois les épreuves de fleuret et d'épée. Il est considéré comme étant le premier sportif à avoir représenté son pays en compétition olympique.
Il est envoyé extraordinaire et ministre plénipotentiaire au Royaume-Uni en mai 1901, ainsi qu'en France la même année, où il devient ensuite membre de la cour permanente d'arbitrage. Il est plus tard nommé membre du CIO par le baron Pierre de Coubertin en 1903, en tant que second membre sud-américain du comité à siéger, poste qu'il occupe jusqu'en 1922 pour son pays. En 1919, il participe à la signature du traité de Versailles alors qu'il est ambassadeur en France.

## Palmarès en rugby
- Vainqueur du Championnat de France de rugby à XV en 1892 (capitaine de RCF)
- Finaliste du Championnat de France de rugby à XV en 1893 (également capitaine)